# Tomohiro Noda
Tomohiro Noda (japanisch 野田 明宏 Noda Tomohiro; * 24. Januar 1996 in Izumi) ist ein japanischer Geher.

## Sportliche Laufbahn
Tomohiro Noda bestritt 2013 seine ersten Wettkämpfe im Gehen. Damals belegte er über 10 km den siebten Platz bei den japanischen U20-Meisterschaften. 2015 belegte er in einer Zeit von 1:20:08 h über die 20-km-Dstanz den siebten Platz bei den Asiatischen Meisterschaften im Gehen. Anfang Juli trat er in Südkorea bei der Universiade an. Dort belegte er über die gleiche Distanz den achten Platz. Zwei Jahre später belegte er den dritten Platz bei den Geher-Meisterschaften Asiens. Ende August 2017 trat er in Taipeh zum zweiten Mal bei der Universiade an. Diesmal belegte er den sechsten Platz. 2018 gewann Noda im April über die 50-km-Distanz seinen ersten nationalen Meistertitel. Im Juni verbesserte er beim Geher-Grand Prix in Spanien seine 20-km-Bestzeit auf 1:19:49 h. 2019 verbesserte er nochmals seine 20-km-Bestzeit. Dennoch verlagerte er seinen Fokus mehr und mehr auf die längeren Distanzen. Mit seinen Leistungen aus dem Vorjahr war er für den 50-km-Wettkampf bei den Weltmeisterschaften in Doha qualifiziert, bei denen er Ende September 2019 an den Start ging. Allerdings konnte er bei seinem WM-Debüt den Wettkampf nicht beenden. Anschließend verpasste er die Qualifikation für die Olympischen Sommerspiele in seinem Heimatland. 2022 bestritt Noda seinen ersten Wettkampf über die neue Langdistanz von 35 km. Mit dem dritten Platz bei den japanischen Meisterschaften qualifizierte er sich für die Weltmeisterschaften im August in den USA. Dort stellte er mit 2:25:29 h eine neue Bestzeit auf und belegte damit den neunten Platz. 2023 wurde Noda im April japanischer Meister über 35 km. Seitdem ist er mit einer Zeit von 2:23:13 h Inhaber des japanischen Nationalrekords. Als bis zu jenem Zeitpunkt drittschnellster Athlet über diese Distanz, gehörte er bei den Weltmeisterschaften im August 2023 in Budapest zum Favoritenkreis auf eine Medaille. Nach 2:25:50 h beendete er den Wettkampf auf dem sechsten Platz.
2019 wurde Noda japanischer Meister über 50 km. 2023 siegte er über 35 km.

## Wichtige Wettbewerbe
| Jahr              | Veranstaltung       | Ort               | Platz             | Disziplin         | Zeit              |
| Startet für Japan | Startet für Japan   | Startet für Japan | Startet für Japan | Startet für Japan | Startet für Japan |
| ----------------- | ------------------- | ----------------- | ----------------- | ----------------- | ----------------- |
| 2015              | Universiade         | Gwangju           | 8.                | 20 km Gehen       | 1:25:36 h         |
| 2017              | Universiade         | Taipeh            | 6.                | 20 km Gehen       | 1:31:00 h         |
| 2019              | Weltmeisterschaften | Doha              |                   | 50 km Gehen       | DNF               |
| 2022              | Weltmeisterschaften | Eugene            | 9.                | 35 km Gehen       | 2:25:29 h         |
| 2023              | Weltmeisterschaften | Budapest          | 6.                | 35 km Gehen       | 2:25:50 h         |
| 2023              | Asienspiele         | Hangzhou          | 4.                | 20 km Gehen       | 1:27:08 h         |

## Persönliche Bestleistungen
Freiluft
- 5000-m-Bahngehen: 19:09,89 min, 19. September 2020, Kumagaya
- 10.000-m-Bahngehen: 39:07,08 min, 24. September 2020, Gifu
- 20-km-Gehen: 1:19:00 h, 17. Februar 2019, Kōbe
- 35-km-Gehen: 2:23:13 h, 16. April 2023, Wajima, (japanischer Rekord)
- 50-km-Gehen: 3:39:47 h, 28. Oktober 2018, Takahata